# Professional'nyj Basketbol'nyj klub Runa
Il Professional'nyj Basketbol'nyj klub Runa (in russo: ПБК Руна) era una squadra russa di pallacanestro.